# Santa Tecla (El Salvador)
Santa Tecla (detta anche Nuova San Salvador) è il capoluogo del dipartimento di La Libertad, in El Salvador.